# 河東町南高野
河東町南高野（かわひがしまち みなみこうや）は、福島県会津若松市の大字である。郵便番号は969-3441。

## 地理
会津若松市北部の河東地区（旧河沼郡河東町域）に属する。北で河東町広野、北東で河東町東長原、南で河東町浅山、河東町広田、西で河東町郡山、北西で河東町熊野堂とそれぞれ隣接する。概ね町村制施行以前の河沼郡南高野村の流れを汲む地域である。河東地区中北部に位置し、一級水系阿賀野川水系日橋川左岸側平野部の南東側を主な範囲とする。南端部を福島県道33号会津坂下河東線が横断し、中央部を南北にJR磐越西線が縦断する。西側の平地には水田が広がり、中央部の南高野や南部の向原といった字に集落が点在する。東部の高台には高塚団地をはじめとする新興住宅地や、観光地である會津藩校日新館が立地する。

### 主な字
字
- 浅野道
- 井戸尻
- 打越
- 金蔵田
- 小松原
- 宗左衛門山

- 宗左衛門山
- 高塚
- 高塚山
- トトメキ
- 中打越
- 中向原

- 鍋地山
- 鍋治山
- 西向原
- 林後
- 林前
- 葉山

- 南高野
- ミノワ
- 向原
- 村北
- 村東
- 村前

- 弥蔵田
- 舘ノ内

## 歴史
- 1879年1月27日 - 南高野村が福島県内における郡区町村制の施行により河沼郡の村となる。
- 1889年4月1日 - 町村制の施行により南高野村が周辺7村と合併し日橋村が発足する。旧南高野村域は日橋村の大字となる。
- 1957年4月1日 - 日橋村が堂島村と合併して河東村が発足し、河東村の大字となる。
- 1978年4月1日 - 河東村が町制施行し、河東町の大字となる。
- 2005年11月1日 - 河東町が会津若松市に編入され、会津若松市の大字となる。

## 世帯数と人口
2024年1月1日現在の世帯数と人口は以下の通りである。
| 大字         | 世帯数  | 人口    |
| ------------ | ------- | ------- |
| 河東町南高野 | 474世帯 | 1,116人 |

## 小・中学校の学区
市立小・中学校に通う場合、学区は以下の通りとなる。
| 番地 | 小学校                       | 中学校                       |
| ---- | ---------------------------- | ---------------------------- |
| 全域 | 会津若松市立河東学園前期課程 | 会津若松市立河東学園後期課程 |

## 交通

### 鉄道
JR東日本
- 磐越西線

### 道路
- 国道49号滝沢バイパス（南東端をかすめる）
- 福島県道33号会津坂下河東線
- 福島県道327号広田停車場線

## 施設
- 会津若松市立河東学園
- 会津若松市河東農村環境改善センター
- リオンドール 河東店
- ツルハドラッグ 会津河東店
- コメリ ハード&グリーン河東店
- 會津藩校日新館
  - 麓山神社
- 古峯神社
- 諏訪神社
- 南高野農村公園